# روبرت هانس گوتس
روبرت هانس گوتس (آلمانی: Robert Hans Goetz؛ ‏ ۱۷ آوریل ۱۹۱۰ – ۱۵ دسامبر ۲۰۰۰) پزشک و جراح قلب آلمانی-آمریکایی بود که نخستین جراحی بای‌پس سرخرگ کرونری موفق را بر روی انسان انجام داد. در این جراحی که در ۲ مه ۱۹۶۰ انجام گرفت، از سرخرگ سینه‌ای درونی چپ استفاده شد و رگ پیوندی باز ماند و بیمار تا یک سال آتی آنژین صدری نداشت. با آنکه مایکل دی‌بیکی و کریستیان بارنارد (یکی از شاگردان گوتس در کیپ‌تاون) به شهرت رسیدند، اما گوتس شهرت چندانی پیدا نکرد. گوتس دانشیار جراحی در کالج پزشکی آلبرت اینشتین و بعدها در ۱۹۶۱، استادتمام جراحی در «بیمارستان شهری برانکس» شد. او در سال ۱۹۸۲ بازنشسته شد.